# Setanta-nou
El setanta-nou és un nombre natural que segueix el setanta-vuit i precedeix el vuitanta. És un nombre primer que s'escriu 79 o LXXIX segons el sistema de numeració emprat.

## En altres dominis
- És el nombre atòmic de l'or.[1]
- Designa l'any 79 i el 79 aC.